# Bredovský letohrádek
Bredovský letohrádek je zámeček v sousedství zámku Lemberk v okrese Liberec, na katastru vesnice Lvová, která je součástí města Jablonné v Podještědí. Je chráněn jako kulturní památka České republiky.
Areál letohrádku se zahradou získal spolu s nedalekým zámkem Lemberkem s účinností od 1. ledna 2002 status národní kulturní památky. Letohrádek je zároveň i s přilehlou raně barokní zahradou součástí Krajinné památkové zóny Lembersko, vyhlášené v roce 1996.

## Historie

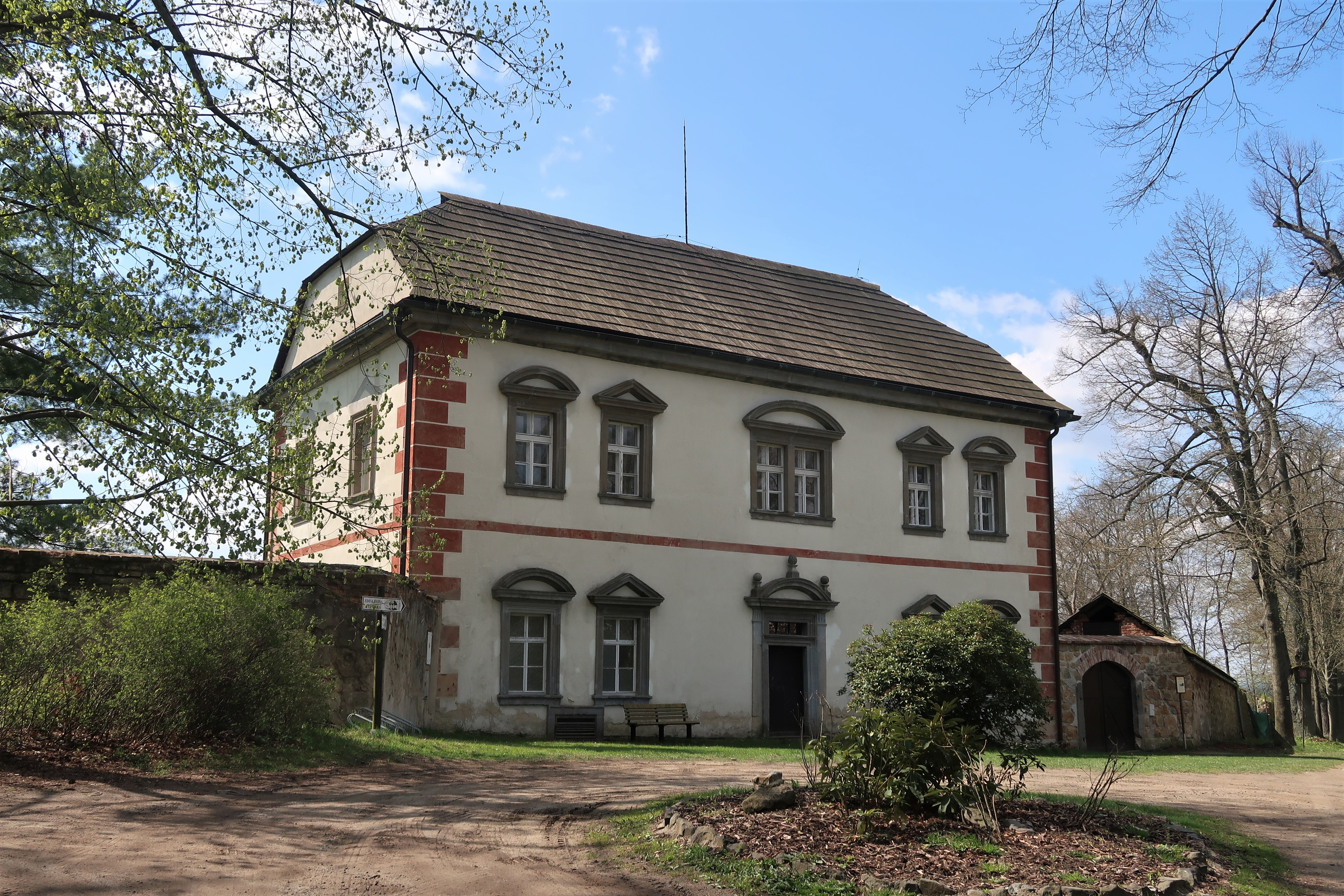
Bredovský letohrádek

Letohrádek na návrší nedaleko zámku Lemberk nechal postavit Kryštof Rudolf Breda z nizozemské rodiny Bredů  v raně barokním slohu někdy mezi roky 1660 a 1680. Erb Kryštofa Rudolfa Bredy z roku 1674 je umístěn nad hlavním vchodem do zahrady. Letohrádek byl součástí zámeckého areálu, s rozsáhlou zahradou a bohatou sochařskou výzdobou. V roce 1726 koupil panství Lemberk od Bredů hrabě Filip Josef Gallas. Po vymření rodu Gallasů přešel majetek dědictvím na nástupnický rod Clam-Gallasů. Počátkem 19. století prošel letohrádek stavební úpravou v klasicistním stylu, tehdy zde však sídlil již jen panský zahradník. Později se zámeček stal sídlem ústřední lesní správy všech clam-gallasovských velkostatků v severních Čechách a v majetku dědiců posledního mužského potomka Františka Clam-Gallase zůstal do roku 1945.  
V areálu bývalé barokní zahrady byla v 90. letech 20. století pořádána sochařská sympozia, později se zde konaly koncerty. Do roku 2006 byla v letohrádku expozice Okresního vlastivědného muzea v České Lípě, věnovaná zdejší přírodě. Od 1. 1. 2007 bylo Jablonné v Podještědí spolu s katastry připojených obcí včetně Lvové vyňato z okresu Česká Lípa a připojeno k okresu Liberec.

## Přístup
Zámeček s pozůstatky barokní zahrady bývá výjimečně zpřístupněn Národním památkovým ústavem například v rámci tzv. Víkendu otevřených zahrad. Kolem zámečku vede naučná stezka památnou chráněnou alejí 90 starých lip. Od Jablonného přes Markvartice kolem letohrádku k zámku Lemberk vede zeleně značená turistická trasa, od severu k zámku Lemberk směřuje Mezinárodní naučná stezka Lužické a Žitavské hory. Nejbližší železniční zastávka je ve Lvové na trati 086 z Liberce do České Lípy.